# Étienne Sabatier
Pour les articles homonymes, voir Sabatier.
Étienne Sabatier, né le 22 juillet 1810 à Montpellier et mort le 17 mars 1868 à Saint-Aubin, est un peintre français.

## Biographie
Étienne François Sabatier est le fils de Jean François Sabatier, fabricant de mouchoirs, et de Jeanne Cambon.
Élève d'Antoine-Jean Gros et de Alexandre-Gabriel Decamps, il expose au Salon de 1833 à 1861.
En 1846, il épouse Marguerite Gibert.
Il meurt à son domicile de Saint-Aubin, à l'âge de 58 ans.

## Galerie

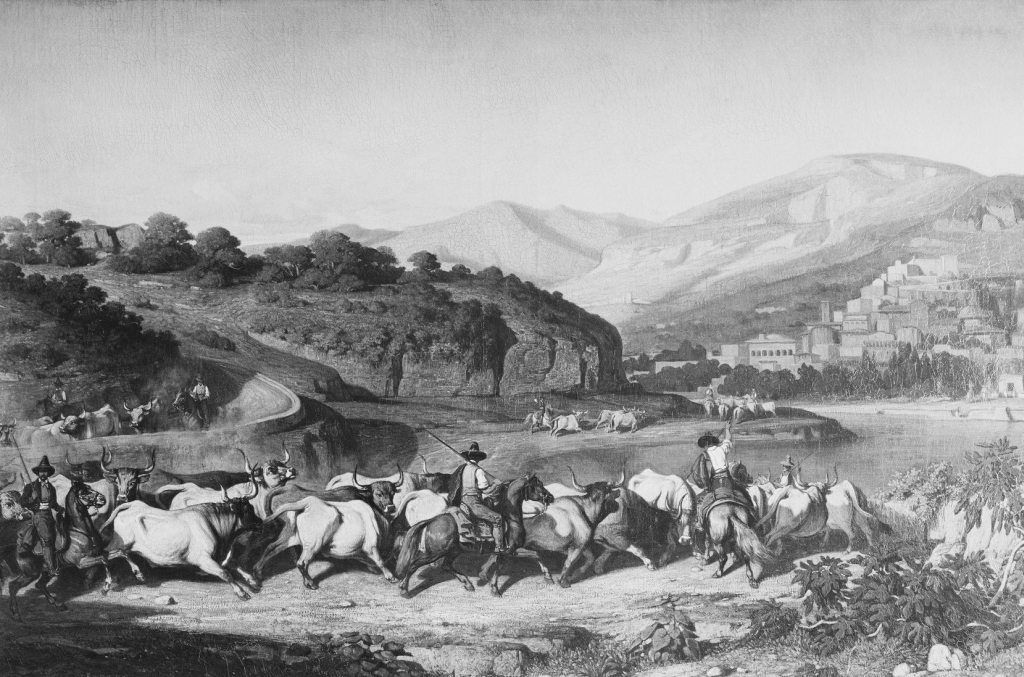

## Œuvres exposées aux Salons parisiens
- Scène d'Inquisition, au Salon de 1833
- Les noces de Cana ; Jésus-Christ change l'eau en vin, au Salon de 1836
- Auberge espagnole, au Salon de 1837
- Le coin du feu, au Salon de 1838
- Halte de mendians espagnols, au Salon de 1838
- La nouvelle, au Salon de 1838
- La vieille malade, au Salon de 1838
- Les buveurs, au Salon de 1838
- Emigration d’Espagnols dans le Languedoc, au Salon de 1839
- La cuisinière, au Salon de 1839
- Les laveuses ; vue prise aux environs d’Agen, au Salon de 1839
- Les pêcheurs du Gros, au Salon de 1839
- La forêt, au Salon de 1839
- Cavalcadores romains conduisant des boeufs sauvages, au Salon de 1843
- Parc de boeufs, au Salon de 1843
- Souvenir de la campagne de Rome, au Salon de 1843
- Arabes faisant abreuver leurs chevaux, au Salon de 1844
- Paysage, site des Pyrénées, au Salon de 1844
- Un village des Etats Romains, au Salon de 1844
- Un abreuvoir, au Salon de 1845
- Un combat de taureaux, au Salon de 1845
- La caravane, au Salon de 1847
- La garenne de Nérac ; paysage, au Salon de 1847
- Les mendiants italiens, au Salon de 1847
- Paysage des bords du lot, au Salon de 1847
- Bords du Lot, au Salon de 1848
- Paysage, au Salon de 1848
- La femme à la fontaine, au Salon de 1848
- Les cavalcadores, au Salon de 1848
- Paysage, au Salon de 1848
- Une mare, au Salon de 1848
- Paysage de la campagne de Rome, au Salon de 1850
- Paysage des bords de la Leyse, au Salon de 1850
- Vue de l’intérieur de la garenne de Nérac, au Salon de 1852
- Une grange sur les bords du Lot, au Salon de 1859
- Départ des bouviers, au Salon de 1861
- Rentrée des foins, au Salon de 1861
- Souvenir des Pyrénées, au Salon de 1861